# Клеменс, Джералд
Джералд Морис Клеменс (англ. Gerald Maurice Clemence, 1908—1974) — американский астроном.

## Биография
Родился в Гринвилле (штат Род-Айленд), в 1930 окончил Брауновский университет. В 1930—1963 — работал в Военно-морской обсерватории США (в 1945—1958 — директор отдела «Морского ежегодника», в 1958—1963 — научный директор обсерватории), в 1961 — ректор университета в Куйо (Аргентина), с 1963 — преподаватель астрономии Йельского университета (с 1966 — профессор). Редактор журнала «Astronomical Journal» в 1965—1967 годах (в том числе в 1965—1966 годах совместно с Дирком Брауэром).
Основные труды в области небесной механики, изучения движения тел Солнечной системы, измерению времени и астрономическим постоянным. Под его руководством была проведена полная ревизия методов вычисления движения и масс тел Солнечной системы, выполнено численное интегрирование уравнений движения пяти внешних планет.Дал исчерпывающий анализ движения Меркурия и Марса. На основании исследования движения перигелия Меркурия подтвердил необходимость применения теории относительности в теоретической астрономии. Его статьи о системе астрономических постоянных составили эпоху в современной астрометрии и теоретической астрономии. Автор книг «Методы небесной механики» (совместно с Д. Брауэром, 1961), «Сферическая астрономия» (совместно с Э. Вуллардом, 1965).
Член Национальной АН США (1957), член Королевского астрономического общества (1946), почётный член Канадского королевского астрономического общества (1946), президент Американского астрономического общества (1958—1960), президент комиссий N 7 «Небесная механика» (1948—1955) и N 4 «Эфемериды» (1964—1967) Международного астрономического союза, член Бюро долгот в Париже.
Золотая медаль Королевского астрономического общества (1965), медаль Джеймса Крейга Уотсона (1975).
В его честь назван астероид № 1919.